# 郭鹤桐
郭鹤桐（1930年—2025年4月21日），男，天津人，中国应用电化学家，曾任天津大学教授、博士生导师。